# Championnat du Nigeria de football 1995
Navigation
Saison précédente Saison suivante
La saison 1995 du Championnat du Nigeria de football est la cinquième édition de la première division professionnelle à poule unique au Nigeria, la First Division League. Seize clubs prennent part au championnat qui prend la forme d'une poule unique où toutes les équipes se rencontrent deux fois au cours de la saison. En fin de saison, pour faire passer le championnat de 16 à 18 équipes, seul le dernier du classement est relégué et remplacé par les trois meilleurs clubs de Division II, la deuxième division nigériane.
C'est le club des Shooting Stars FC qui termine en tête du classement final, avec quatre points d'avance sur le tenant du titre, BCC Lions et cinq sur un duo composé du club d'El-Kanemi Warriors et de Gombe United FC. C'est le 4e titre de champion du Nigeria de l'histoire du club, qui réussit même le doublé en battant Katsina United, club de Division Three en finale de la Coupe du Nigeria.

## Les clubs participants
| - Julius Berger FC - Shooting Stars FC - Plateau United - Enyimba FC - BCC Lions - Bendel Insurance - Enugu Rangers - Gombe United FC | - Sharks FC - Eagle Cement - Promu de Division II - Iwuanyanwu Nationale - Vigilant Insurance Professionals - El-Kanemi Warriors - Concord FC - NEPA Lagos - Promu de Division II - Udoji United FC |

## Compétition
Le barème de points servant à établir le classement se décompose ainsi :
- Victoire : 3 points
- Match nul : 1 point
- Défaite : 0 point

### Classement
- Le classement final n'est pas connu, seul le classement ci-dessous, établi à quelques journées de la fin du championnat est disponible.

| Rang | Équipe                           | Pts | J  | G  | N  | P  | Bp | Bc | Diff |
| ---- | -------------------------------- | --- | -- | -- | -- | -- | -- | -- | ---- |
| 1    | Shooting Stars FCC               | 48  | 28 | 14 | 6  | 6  | 34 | 19 | +15  |
| 2    | BCC LionsT                       | 44  | 29 | 13 | 5  | 11 | 32 | 27 | +5   |
| 3    | El-Kanemi Warriors               | 43  | 28 | 13 | 4  | 11 | 32 | 27 | +5   |
| 4    | Gombe United FC                  | 43  | 29 | 13 | 4  | 12 | 32 | 28 | +4   |
| 5    | Julius Berger FC                 | 42  | 29 | 9  | 15 | 5  | 30 | 21 | +9   |
| 6    | Plateau United                   | 42  | 29 | 12 | 6  | 11 | 31 | 24 | +7   |
| 7    | Enugu Rangers                    | 41  | 26 | 11 | 8  | 7  | 28 | 23 | +5   |
| 8    | NEPA LagosP                      | 41  | 28 | 12 | 5  | 11 | 30 | 31 | -1   |
| 9    | Udoji United FC                  | 41  | 27 | 12 | 5  | 10 | 28 | 26 | +2   |
| 10   | Concord FC                       | 39  | 29 | 12 | 3  | 14 | 29 | 36 | -7   |
| 11   | Enyimba FC                       | 38  | 28 | 10 | 8  | 10 | 28 | 24 | +4   |
| 12   | Iwuanyanwu Nationale             | 38  | 29 | 11 | 5  | 13 | 22 | 26 | -4   |
| 13   | Eagle CementP                    | 37  | 29 | 9  | 10 | 10 | 28 | 31 | -3   |
| 14   | Sharks FC                        | 33  | 27 | 9  | 6  | 12 | 26 | 28 | -2   |
| 15   | Bendel Insurance                 | 33  | 28 | 10 | 3  | 15 | 30 | 36 | -6   |
| 16   | Vigilant Insurance Professionals | 26  | 29 | 6  | 8  | 15 | 26 | 40 | -14  |

|  | Qualification pour la Coupe des clubs champions 1996 |
|  | Qualification pour la Coupe de la CAF 1996           |
|  | Relégation en Division Two                           |
|  | T : Tenant du titre P : Promu de Division Two        |

## Bilan de la saison
| Championnat du Nigeria de football 1995 |                                  |
| Champion                                | Shooting Stars FC (4e titre)     |
| Coupes et trophées                      |                                  |
| Vainqueur de la Coupe du Nigeria 1995   | Shooting Stars FC                |
| Qualifications continentales            |                                  |
| Coupe des clubs champions 1996          | Shooting Stars FC                |
| Coupe des Coupes 1996                   | Katsina United                   |
| Coupe de la CAF 1996                    | Enugu Rangers                    |
| Promotions et relégations               |                                  |
| Promus en First Division                | Kano Pillars                     |
| Promus en First Division                | Jasper United                    |
| Promus en First Division                | Nigerdock FC                     |
| Relégués en Division II                 | Vigilant Insurance Professionals |